# Юзвович, Дмитрий Александрович
Дмитрий Александрович Юзвович (бел. Дзмітрый Аляксандравіч Юзвовіч; род. 25 января 1989, Слоним) — белорусский футболист, нападающий.

## Клубная карьера
Первым профессиональным клубом был клуб «ПМЦ-Поставы», выступавший во Второй лиге. Потом играл в минском МТЗ-РИПО («Партизане») и гродненском «Немане». В январе 2012, после распада «Партизана», снова оказался в «Немане», где играл за дубль. Вторую половину 2012 провел в аренде в «Сморгони».
После окончания аренды вернулся в Гродно, но сезон 2013 начал в составе «Барановичей» во Второй лиге. В августе 2013 перешел в «Слоним». В составе слонимского клуба в течение двух лет оставался основным нападающим.
В августе 2015 года подписал контракт с клубом «Смолевичи-СТИ». В составе смолевичского клуба стал выходить на замену. 27 сентября 2015 года в матче с «Кобрином» получил травму, из-за которой выбыл до конца сезона, после чего покинул «Смолевичи» и завершил карьеру.

### Статистика
| Сезон    | Дивизион | Клуб             | Страна                    | Матчи | Голы |
| -------- | -------- | ---------------- | ------------------------- | ----- | ---- |
| 2006     | Д3       | ПМЦ-Поставы      | Флаг Беларуси (1995—2012) | 28    | 7    |
| 2007     | дубль    | МТЗ-РИПО         | Флаг Беларуси (1995—2012) | 18    | 8    |
| 2008     | дубль    | МТЗ-РИПО         | Флаг Беларуси (1995—2012) | 23    | 11   |
| 2009     | Д1       | Неман (Гродно)   | Флаг Беларуси (1995—2012) | 11    | 1    |
| 2010     | Д1       | Партизан (Минск) | Флаг Беларуси (1995—2012) | 20    | 1    |
| 2011     | Д2       | Партизан (Минск) | Флаг Беларуси (1995—2012) | 10    | 1    |
| 2012 (1) | Д1       | Неман (Гродно)   | Флаг Беларуси             | 0     | 0    |
| 2012 (2) | Д2       | Сморгонь         | Флаг Беларуси             | 8     | 1    |
| 2013 (1) | Д3       | Барановичи       | Флаг Беларуси             | 7     | 4    |
| 2013 (2) | Д2       | Слоним           | Флаг Беларуси             | 11    | 5    |
| 2014     | Д2       | Слоним           | Флаг Беларуси             | 26    | 1    |
| 2015 (1) | Д2       | Слоним           | Флаг Беларуси             | 12    | 8    |
| 2015 (2) | Д2       | Смолевичи-СТИ    | Флаг Беларуси             | 8     | 0    |